# Пачоли, Лука
Фра Лу́ка Бартоломе́о де Пачо́ли (устаревшее написание: Пачиоли или Пачиоло, итал. Fra Luca Bartolomeo de Pacioli; 1445, Борго-Сансеполькро — 19 июня 1517, там же) — итальянский математик, францисканский монах, один из основоположников современных принципов бухгалтерии. Крупнейший европейский алгебраист XV века, автор трактатов «Сумма арифметики» (энциклопедический расчётный справочник) и «Божественная пропорция», положившего начало теории пропорционирования в архитектуре.

## Биография
Родился около 1445 года в небольшом городке Борго-Сансеполькро на границе Тосканы и Умбрии. Подростком был отдан на обучение в мастерскую знаменитого художника Пьеро делла Франческа. Здесь его заметил великий итальянский зодчий Леон Баттиста Альберти, который в 1464 году рекомендовал молодого человека богатому венецианскому купцу Антонио де Ромпиази в качестве домашнего учителя. В Венеции Пачоли посещает лекции знаменитого математика Доменико Брагадино в школе Риальто. В 1470 году он закончил свою первую книгу, которую написал для своих воспитанников — учебник коммерческой арифметики. В этом же году он оставил Венецию и перебрался в Рим, где был принят Альберти и поселился в его доме. Однако через два года Пачоли покинул Рим и принял монашеский постриг, став францисканцем.
С 14 октября 1477 года по 11 декабря 1480 года — профессор в Перуджинском университете, где читал лекции по алгебре, геометрии. Развёрнутые конспекты двух курсов: «Алгебра» и «Пять правил Платона» были оформлены им в виде отдельной книги, которую автор посвятил «своим любезным ученикам, отличным и славным юношам Перуджи». Затем в течение восьми лет жил в Заре (ныне — Задар в Хорватии), где занимался теологией и математикой, иногда совершая по делам ордена поездки по другим городам Италии.
В 1494 году Пачоли опубликовал математический труд под названием «Сумма арифметики, геометрии, отношений и пропорций» («Summa de arithmetica, geometria, proportioni et proportionalità»), посвящённый герцогу Урбинскому Гвидобальдо да Монтефельтро. В этом сочинении излагаются правила и приёмы арифметических действий над целыми и дробными числами, пропорции, задачи на сложные проценты, решение линейных, квадратных и отдельных видов биквадратных уравнений. Книга написана не на обычной для учёных трудов латыни, а на итальянском языке.
В арифметической части «Суммы» излагаются приёмы выполнения арифметических действий; эта часть опирается на многочисленные «Книги абака», принадлежавшие разным авторам. Алгебраические задачи, решаемые в «Сумме», не выходят за пределы круга задач на линейные и квадратные уравнения, рассматривавшегося в арабских трактатах по «алгебре и альмукабале»; в Европе эти задачи были известны по «Книге абака» Леонардо Пизанского (1180—1240).
Из задач, привлёкших внимание математиков последующих поколений, Пачоли рассматривал задачу о разделе ставки при незавершённой игре, которую он, по более позднему общему мнению, решил неправильно, предложив делить ставку пропорционально уже набранным очкам. Впрочем, эта задача в «Сумме» ещё не предполагала вероятностной интерпретации, поскольку формулировалась так:
(1) Компания играет в мяч до 60 очков и делает ставку 22 дуката. В связи с возникшими обстоятельствами игра прекращена до её окончания, причём одна сторона имеет 50, а другая 30 очков. Спрашивается, какую часть общей ставки должна получить каждая сторона? (2) Трое соревнуются в стрельбе из арбалета. Кто первым достигнет 6 попаданий, тот и выигрывает. Когда первый попал в цель 4 раза, второй 3 раза, третий 2 раза, они не хотят продолжать и решают разделить приз справедливо. Спрашивается, какой должна быть доля каждого?
Одним из самых существенных нововведений Пачоли было систематическое использование синкопированной алгебраической записи — своеобразной предшественницы последующего символического исчисления. Книга содержит таблицу монет, весов и мер, принятых в разных частях Италии, а также руководство по венецианской двойной записи в бухгалтерии. Что касается геометрической части Суммы, она следует за «Практической геометрией» Леонардо Пизанского.
В 1496 году Пачоли по приглашению герцога Лодовико Сфорца приехал в Милан и возглавил только что созданную при Миланском университете кафедру математики. В Милане познакомился с Леонардо да Винчи, с которым в дальнейшем сдружился.
В 1499 году, после оккупации Милана французской армией, Лука Пачоли и Леонардо да Винчи уехали в Мантую, а затем во Флоренцию, после чего их пути разошлись. В последующие годы Пачоли читал лекции в Пизе (1500), Перудже (1500), Болонье (1501—1502) и Флоренции (1502—1505).
|   | a | b | c | d | e | f | g | h |   |
| - | --- | --- | --- | --- | --- | --- | --- | --- | - |
| 8 | h8 чёрный ферзь · d7 белый ферзь · a5 чёрная ладья · h5 чёрная ладья · d4 белый конь · e4 чёрный король · h4 чёрный слон · b3 чёрная пешка · h3 чёрный конь · a2 чёрный слон · b2 белая пешка · c2 белая ладья · f2 белая ладья · b1 белый конь · d1 белый слон · f1 чёрная ладья · g1 чёрный конь | h8 чёрный ферзь · d7 белый ферзь · a5 чёрная ладья · h5 чёрная ладья · d4 белый конь · e4 чёрный король · h4 чёрный слон · b3 чёрная пешка · h3 чёрный конь · a2 чёрный слон · b2 белая пешка · c2 белая ладья · f2 белая ладья · b1 белый конь · d1 белый слон · f1 чёрная ладья · g1 чёрный конь | h8 чёрный ферзь · d7 белый ферзь · a5 чёрная ладья · h5 чёрная ладья · d4 белый конь · e4 чёрный король · h4 чёрный слон · b3 чёрная пешка · h3 чёрный конь · a2 чёрный слон · b2 белая пешка · c2 белая ладья · f2 белая ладья · b1 белый конь · d1 белый слон · f1 чёрная ладья · g1 чёрный конь | h8 чёрный ферзь · d7 белый ферзь · a5 чёрная ладья · h5 чёрная ладья · d4 белый конь · e4 чёрный король · h4 чёрный слон · b3 чёрная пешка · h3 чёрный конь · a2 чёрный слон · b2 белая пешка · c2 белая ладья · f2 белая ладья · b1 белый конь · d1 белый слон · f1 чёрная ладья · g1 чёрный конь | h8 чёрный ферзь · d7 белый ферзь · a5 чёрная ладья · h5 чёрная ладья · d4 белый конь · e4 чёрный король · h4 чёрный слон · b3 чёрная пешка · h3 чёрный конь · a2 чёрный слон · b2 белая пешка · c2 белая ладья · f2 белая ладья · b1 белый конь · d1 белый слон · f1 чёрная ладья · g1 чёрный конь | h8 чёрный ферзь · d7 белый ферзь · a5 чёрная ладья · h5 чёрная ладья · d4 белый конь · e4 чёрный король · h4 чёрный слон · b3 чёрная пешка · h3 чёрный конь · a2 чёрный слон · b2 белая пешка · c2 белая ладья · f2 белая ладья · b1 белый конь · d1 белый слон · f1 чёрная ладья · g1 чёрный конь | h8 чёрный ферзь · d7 белый ферзь · a5 чёрная ладья · h5 чёрная ладья · d4 белый конь · e4 чёрный король · h4 чёрный слон · b3 чёрная пешка · h3 чёрный конь · a2 чёрный слон · b2 белая пешка · c2 белая ладья · f2 белая ладья · b1 белый конь · d1 белый слон · f1 чёрная ладья · g1 чёрный конь | h8 чёрный ферзь · d7 белый ферзь · a5 чёрная ладья · h5 чёрная ладья · d4 белый конь · e4 чёрный король · h4 чёрный слон · b3 чёрная пешка · h3 чёрный конь · a2 чёрный слон · b2 белая пешка · c2 белая ладья · f2 белая ладья · b1 белый конь · d1 белый слон · f1 чёрная ладья · g1 чёрный конь | 8 |
| 7 | h8 чёрный ферзь · d7 белый ферзь · a5 чёрная ладья · h5 чёрная ладья · d4 белый конь · e4 чёрный король · h4 чёрный слон · b3 чёрная пешка · h3 чёрный конь · a2 чёрный слон · b2 белая пешка · c2 белая ладья · f2 белая ладья · b1 белый конь · d1 белый слон · f1 чёрная ладья · g1 чёрный конь | h8 чёрный ферзь · d7 белый ферзь · a5 чёрная ладья · h5 чёрная ладья · d4 белый конь · e4 чёрный король · h4 чёрный слон · b3 чёрная пешка · h3 чёрный конь · a2 чёрный слон · b2 белая пешка · c2 белая ладья · f2 белая ладья · b1 белый конь · d1 белый слон · f1 чёрная ладья · g1 чёрный конь | h8 чёрный ферзь · d7 белый ферзь · a5 чёрная ладья · h5 чёрная ладья · d4 белый конь · e4 чёрный король · h4 чёрный слон · b3 чёрная пешка · h3 чёрный конь · a2 чёрный слон · b2 белая пешка · c2 белая ладья · f2 белая ладья · b1 белый конь · d1 белый слон · f1 чёрная ладья · g1 чёрный конь | h8 чёрный ферзь · d7 белый ферзь · a5 чёрная ладья · h5 чёрная ладья · d4 белый конь · e4 чёрный король · h4 чёрный слон · b3 чёрная пешка · h3 чёрный конь · a2 чёрный слон · b2 белая пешка · c2 белая ладья · f2 белая ладья · b1 белый конь · d1 белый слон · f1 чёрная ладья · g1 чёрный конь | h8 чёрный ферзь · d7 белый ферзь · a5 чёрная ладья · h5 чёрная ладья · d4 белый конь · e4 чёрный король · h4 чёрный слон · b3 чёрная пешка · h3 чёрный конь · a2 чёрный слон · b2 белая пешка · c2 белая ладья · f2 белая ладья · b1 белый конь · d1 белый слон · f1 чёрная ладья · g1 чёрный конь | h8 чёрный ферзь · d7 белый ферзь · a5 чёрная ладья · h5 чёрная ладья · d4 белый конь · e4 чёрный король · h4 чёрный слон · b3 чёрная пешка · h3 чёрный конь · a2 чёрный слон · b2 белая пешка · c2 белая ладья · f2 белая ладья · b1 белый конь · d1 белый слон · f1 чёрная ладья · g1 чёрный конь | h8 чёрный ферзь · d7 белый ферзь · a5 чёрная ладья · h5 чёрная ладья · d4 белый конь · e4 чёрный король · h4 чёрный слон · b3 чёрная пешка · h3 чёрный конь · a2 чёрный слон · b2 белая пешка · c2 белая ладья · f2 белая ладья · b1 белый конь · d1 белый слон · f1 чёрная ладья · g1 чёрный конь | h8 чёрный ферзь · d7 белый ферзь · a5 чёрная ладья · h5 чёрная ладья · d4 белый конь · e4 чёрный король · h4 чёрный слон · b3 чёрная пешка · h3 чёрный конь · a2 чёрный слон · b2 белая пешка · c2 белая ладья · f2 белая ладья · b1 белый конь · d1 белый слон · f1 чёрная ладья · g1 чёрный конь | 7 |
| 6 | h8 чёрный ферзь · d7 белый ферзь · a5 чёрная ладья · h5 чёрная ладья · d4 белый конь · e4 чёрный король · h4 чёрный слон · b3 чёрная пешка · h3 чёрный конь · a2 чёрный слон · b2 белая пешка · c2 белая ладья · f2 белая ладья · b1 белый конь · d1 белый слон · f1 чёрная ладья · g1 чёрный конь | h8 чёрный ферзь · d7 белый ферзь · a5 чёрная ладья · h5 чёрная ладья · d4 белый конь · e4 чёрный король · h4 чёрный слон · b3 чёрная пешка · h3 чёрный конь · a2 чёрный слон · b2 белая пешка · c2 белая ладья · f2 белая ладья · b1 белый конь · d1 белый слон · f1 чёрная ладья · g1 чёрный конь | h8 чёрный ферзь · d7 белый ферзь · a5 чёрная ладья · h5 чёрная ладья · d4 белый конь · e4 чёрный король · h4 чёрный слон · b3 чёрная пешка · h3 чёрный конь · a2 чёрный слон · b2 белая пешка · c2 белая ладья · f2 белая ладья · b1 белый конь · d1 белый слон · f1 чёрная ладья · g1 чёрный конь | h8 чёрный ферзь · d7 белый ферзь · a5 чёрная ладья · h5 чёрная ладья · d4 белый конь · e4 чёрный король · h4 чёрный слон · b3 чёрная пешка · h3 чёрный конь · a2 чёрный слон · b2 белая пешка · c2 белая ладья · f2 белая ладья · b1 белый конь · d1 белый слон · f1 чёрная ладья · g1 чёрный конь | h8 чёрный ферзь · d7 белый ферзь · a5 чёрная ладья · h5 чёрная ладья · d4 белый конь · e4 чёрный король · h4 чёрный слон · b3 чёрная пешка · h3 чёрный конь · a2 чёрный слон · b2 белая пешка · c2 белая ладья · f2 белая ладья · b1 белый конь · d1 белый слон · f1 чёрная ладья · g1 чёрный конь | h8 чёрный ферзь · d7 белый ферзь · a5 чёрная ладья · h5 чёрная ладья · d4 белый конь · e4 чёрный король · h4 чёрный слон · b3 чёрная пешка · h3 чёрный конь · a2 чёрный слон · b2 белая пешка · c2 белая ладья · f2 белая ладья · b1 белый конь · d1 белый слон · f1 чёрная ладья · g1 чёрный конь | h8 чёрный ферзь · d7 белый ферзь · a5 чёрная ладья · h5 чёрная ладья · d4 белый конь · e4 чёрный король · h4 чёрный слон · b3 чёрная пешка · h3 чёрный конь · a2 чёрный слон · b2 белая пешка · c2 белая ладья · f2 белая ладья · b1 белый конь · d1 белый слон · f1 чёрная ладья · g1 чёрный конь | h8 чёрный ферзь · d7 белый ферзь · a5 чёрная ладья · h5 чёрная ладья · d4 белый конь · e4 чёрный король · h4 чёрный слон · b3 чёрная пешка · h3 чёрный конь · a2 чёрный слон · b2 белая пешка · c2 белая ладья · f2 белая ладья · b1 белый конь · d1 белый слон · f1 чёрная ладья · g1 чёрный конь | 6 |
| 5 | h8 чёрный ферзь · d7 белый ферзь · a5 чёрная ладья · h5 чёрная ладья · d4 белый конь · e4 чёрный король · h4 чёрный слон · b3 чёрная пешка · h3 чёрный конь · a2 чёрный слон · b2 белая пешка · c2 белая ладья · f2 белая ладья · b1 белый конь · d1 белый слон · f1 чёрная ладья · g1 чёрный конь | h8 чёрный ферзь · d7 белый ферзь · a5 чёрная ладья · h5 чёрная ладья · d4 белый конь · e4 чёрный король · h4 чёрный слон · b3 чёрная пешка · h3 чёрный конь · a2 чёрный слон · b2 белая пешка · c2 белая ладья · f2 белая ладья · b1 белый конь · d1 белый слон · f1 чёрная ладья · g1 чёрный конь | h8 чёрный ферзь · d7 белый ферзь · a5 чёрная ладья · h5 чёрная ладья · d4 белый конь · e4 чёрный король · h4 чёрный слон · b3 чёрная пешка · h3 чёрный конь · a2 чёрный слон · b2 белая пешка · c2 белая ладья · f2 белая ладья · b1 белый конь · d1 белый слон · f1 чёрная ладья · g1 чёрный конь | h8 чёрный ферзь · d7 белый ферзь · a5 чёрная ладья · h5 чёрная ладья · d4 белый конь · e4 чёрный король · h4 чёрный слон · b3 чёрная пешка · h3 чёрный конь · a2 чёрный слон · b2 белая пешка · c2 белая ладья · f2 белая ладья · b1 белый конь · d1 белый слон · f1 чёрная ладья · g1 чёрный конь | h8 чёрный ферзь · d7 белый ферзь · a5 чёрная ладья · h5 чёрная ладья · d4 белый конь · e4 чёрный король · h4 чёрный слон · b3 чёрная пешка · h3 чёрный конь · a2 чёрный слон · b2 белая пешка · c2 белая ладья · f2 белая ладья · b1 белый конь · d1 белый слон · f1 чёрная ладья · g1 чёрный конь | h8 чёрный ферзь · d7 белый ферзь · a5 чёрная ладья · h5 чёрная ладья · d4 белый конь · e4 чёрный король · h4 чёрный слон · b3 чёрная пешка · h3 чёрный конь · a2 чёрный слон · b2 белая пешка · c2 белая ладья · f2 белая ладья · b1 белый конь · d1 белый слон · f1 чёрная ладья · g1 чёрный конь | h8 чёрный ферзь · d7 белый ферзь · a5 чёрная ладья · h5 чёрная ладья · d4 белый конь · e4 чёрный король · h4 чёрный слон · b3 чёрная пешка · h3 чёрный конь · a2 чёрный слон · b2 белая пешка · c2 белая ладья · f2 белая ладья · b1 белый конь · d1 белый слон · f1 чёрная ладья · g1 чёрный конь | h8 чёрный ферзь · d7 белый ферзь · a5 чёрная ладья · h5 чёрная ладья · d4 белый конь · e4 чёрный король · h4 чёрный слон · b3 чёрная пешка · h3 чёрный конь · a2 чёрный слон · b2 белая пешка · c2 белая ладья · f2 белая ладья · b1 белый конь · d1 белый слон · f1 чёрная ладья · g1 чёрный конь | 5 |
| 4 | h8 чёрный ферзь · d7 белый ферзь · a5 чёрная ладья · h5 чёрная ладья · d4 белый конь · e4 чёрный король · h4 чёрный слон · b3 чёрная пешка · h3 чёрный конь · a2 чёрный слон · b2 белая пешка · c2 белая ладья · f2 белая ладья · b1 белый конь · d1 белый слон · f1 чёрная ладья · g1 чёрный конь | h8 чёрный ферзь · d7 белый ферзь · a5 чёрная ладья · h5 чёрная ладья · d4 белый конь · e4 чёрный король · h4 чёрный слон · b3 чёрная пешка · h3 чёрный конь · a2 чёрный слон · b2 белая пешка · c2 белая ладья · f2 белая ладья · b1 белый конь · d1 белый слон · f1 чёрная ладья · g1 чёрный конь | h8 чёрный ферзь · d7 белый ферзь · a5 чёрная ладья · h5 чёрная ладья · d4 белый конь · e4 чёрный король · h4 чёрный слон · b3 чёрная пешка · h3 чёрный конь · a2 чёрный слон · b2 белая пешка · c2 белая ладья · f2 белая ладья · b1 белый конь · d1 белый слон · f1 чёрная ладья · g1 чёрный конь | h8 чёрный ферзь · d7 белый ферзь · a5 чёрная ладья · h5 чёрная ладья · d4 белый конь · e4 чёрный король · h4 чёрный слон · b3 чёрная пешка · h3 чёрный конь · a2 чёрный слон · b2 белая пешка · c2 белая ладья · f2 белая ладья · b1 белый конь · d1 белый слон · f1 чёрная ладья · g1 чёрный конь | h8 чёрный ферзь · d7 белый ферзь · a5 чёрная ладья · h5 чёрная ладья · d4 белый конь · e4 чёрный король · h4 чёрный слон · b3 чёрная пешка · h3 чёрный конь · a2 чёрный слон · b2 белая пешка · c2 белая ладья · f2 белая ладья · b1 белый конь · d1 белый слон · f1 чёрная ладья · g1 чёрный конь | h8 чёрный ферзь · d7 белый ферзь · a5 чёрная ладья · h5 чёрная ладья · d4 белый конь · e4 чёрный король · h4 чёрный слон · b3 чёрная пешка · h3 чёрный конь · a2 чёрный слон · b2 белая пешка · c2 белая ладья · f2 белая ладья · b1 белый конь · d1 белый слон · f1 чёрная ладья · g1 чёрный конь | h8 чёрный ферзь · d7 белый ферзь · a5 чёрная ладья · h5 чёрная ладья · d4 белый конь · e4 чёрный король · h4 чёрный слон · b3 чёрная пешка · h3 чёрный конь · a2 чёрный слон · b2 белая пешка · c2 белая ладья · f2 белая ладья · b1 белый конь · d1 белый слон · f1 чёрная ладья · g1 чёрный конь | h8 чёрный ферзь · d7 белый ферзь · a5 чёрная ладья · h5 чёрная ладья · d4 белый конь · e4 чёрный король · h4 чёрный слон · b3 чёрная пешка · h3 чёрный конь · a2 чёрный слон · b2 белая пешка · c2 белая ладья · f2 белая ладья · b1 белый конь · d1 белый слон · f1 чёрная ладья · g1 чёрный конь | 4 |
| 3 | h8 чёрный ферзь · d7 белый ферзь · a5 чёрная ладья · h5 чёрная ладья · d4 белый конь · e4 чёрный король · h4 чёрный слон · b3 чёрная пешка · h3 чёрный конь · a2 чёрный слон · b2 белая пешка · c2 белая ладья · f2 белая ладья · b1 белый конь · d1 белый слон · f1 чёрная ладья · g1 чёрный конь | h8 чёрный ферзь · d7 белый ферзь · a5 чёрная ладья · h5 чёрная ладья · d4 белый конь · e4 чёрный король · h4 чёрный слон · b3 чёрная пешка · h3 чёрный конь · a2 чёрный слон · b2 белая пешка · c2 белая ладья · f2 белая ладья · b1 белый конь · d1 белый слон · f1 чёрная ладья · g1 чёрный конь | h8 чёрный ферзь · d7 белый ферзь · a5 чёрная ладья · h5 чёрная ладья · d4 белый конь · e4 чёрный король · h4 чёрный слон · b3 чёрная пешка · h3 чёрный конь · a2 чёрный слон · b2 белая пешка · c2 белая ладья · f2 белая ладья · b1 белый конь · d1 белый слон · f1 чёрная ладья · g1 чёрный конь | h8 чёрный ферзь · d7 белый ферзь · a5 чёрная ладья · h5 чёрная ладья · d4 белый конь · e4 чёрный король · h4 чёрный слон · b3 чёрная пешка · h3 чёрный конь · a2 чёрный слон · b2 белая пешка · c2 белая ладья · f2 белая ладья · b1 белый конь · d1 белый слон · f1 чёрная ладья · g1 чёрный конь | h8 чёрный ферзь · d7 белый ферзь · a5 чёрная ладья · h5 чёрная ладья · d4 белый конь · e4 чёрный король · h4 чёрный слон · b3 чёрная пешка · h3 чёрный конь · a2 чёрный слон · b2 белая пешка · c2 белая ладья · f2 белая ладья · b1 белый конь · d1 белый слон · f1 чёрная ладья · g1 чёрный конь | h8 чёрный ферзь · d7 белый ферзь · a5 чёрная ладья · h5 чёрная ладья · d4 белый конь · e4 чёрный король · h4 чёрный слон · b3 чёрная пешка · h3 чёрный конь · a2 чёрный слон · b2 белая пешка · c2 белая ладья · f2 белая ладья · b1 белый конь · d1 белый слон · f1 чёрная ладья · g1 чёрный конь | h8 чёрный ферзь · d7 белый ферзь · a5 чёрная ладья · h5 чёрная ладья · d4 белый конь · e4 чёрный король · h4 чёрный слон · b3 чёрная пешка · h3 чёрный конь · a2 чёрный слон · b2 белая пешка · c2 белая ладья · f2 белая ладья · b1 белый конь · d1 белый слон · f1 чёрная ладья · g1 чёрный конь | h8 чёрный ферзь · d7 белый ферзь · a5 чёрная ладья · h5 чёрная ладья · d4 белый конь · e4 чёрный король · h4 чёрный слон · b3 чёрная пешка · h3 чёрный конь · a2 чёрный слон · b2 белая пешка · c2 белая ладья · f2 белая ладья · b1 белый конь · d1 белый слон · f1 чёрная ладья · g1 чёрный конь | 3 |
| 2 | h8 чёрный ферзь · d7 белый ферзь · a5 чёрная ладья · h5 чёрная ладья · d4 белый конь · e4 чёрный король · h4 чёрный слон · b3 чёрная пешка · h3 чёрный конь · a2 чёрный слон · b2 белая пешка · c2 белая ладья · f2 белая ладья · b1 белый конь · d1 белый слон · f1 чёрная ладья · g1 чёрный конь | h8 чёрный ферзь · d7 белый ферзь · a5 чёрная ладья · h5 чёрная ладья · d4 белый конь · e4 чёрный король · h4 чёрный слон · b3 чёрная пешка · h3 чёрный конь · a2 чёрный слон · b2 белая пешка · c2 белая ладья · f2 белая ладья · b1 белый конь · d1 белый слон · f1 чёрная ладья · g1 чёрный конь | h8 чёрный ферзь · d7 белый ферзь · a5 чёрная ладья · h5 чёрная ладья · d4 белый конь · e4 чёрный король · h4 чёрный слон · b3 чёрная пешка · h3 чёрный конь · a2 чёрный слон · b2 белая пешка · c2 белая ладья · f2 белая ладья · b1 белый конь · d1 белый слон · f1 чёрная ладья · g1 чёрный конь | h8 чёрный ферзь · d7 белый ферзь · a5 чёрная ладья · h5 чёрная ладья · d4 белый конь · e4 чёрный король · h4 чёрный слон · b3 чёрная пешка · h3 чёрный конь · a2 чёрный слон · b2 белая пешка · c2 белая ладья · f2 белая ладья · b1 белый конь · d1 белый слон · f1 чёрная ладья · g1 чёрный конь | h8 чёрный ферзь · d7 белый ферзь · a5 чёрная ладья · h5 чёрная ладья · d4 белый конь · e4 чёрный король · h4 чёрный слон · b3 чёрная пешка · h3 чёрный конь · a2 чёрный слон · b2 белая пешка · c2 белая ладья · f2 белая ладья · b1 белый конь · d1 белый слон · f1 чёрная ладья · g1 чёрный конь | h8 чёрный ферзь · d7 белый ферзь · a5 чёрная ладья · h5 чёрная ладья · d4 белый конь · e4 чёрный король · h4 чёрный слон · b3 чёрная пешка · h3 чёрный конь · a2 чёрный слон · b2 белая пешка · c2 белая ладья · f2 белая ладья · b1 белый конь · d1 белый слон · f1 чёрная ладья · g1 чёрный конь | h8 чёрный ферзь · d7 белый ферзь · a5 чёрная ладья · h5 чёрная ладья · d4 белый конь · e4 чёрный король · h4 чёрный слон · b3 чёрная пешка · h3 чёрный конь · a2 чёрный слон · b2 белая пешка · c2 белая ладья · f2 белая ладья · b1 белый конь · d1 белый слон · f1 чёрная ладья · g1 чёрный конь | h8 чёрный ферзь · d7 белый ферзь · a5 чёрная ладья · h5 чёрная ладья · d4 белый конь · e4 чёрный король · h4 чёрный слон · b3 чёрная пешка · h3 чёрный конь · a2 чёрный слон · b2 белая пешка · c2 белая ладья · f2 белая ладья · b1 белый конь · d1 белый слон · f1 чёрная ладья · g1 чёрный конь | 2 |
| 1 | h8 чёрный ферзь · d7 белый ферзь · a5 чёрная ладья · h5 чёрная ладья · d4 белый конь · e4 чёрный король · h4 чёрный слон · b3 чёрная пешка · h3 чёрный конь · a2 чёрный слон · b2 белая пешка · c2 белая ладья · f2 белая ладья · b1 белый конь · d1 белый слон · f1 чёрная ладья · g1 чёрный конь | h8 чёрный ферзь · d7 белый ферзь · a5 чёрная ладья · h5 чёрная ладья · d4 белый конь · e4 чёрный король · h4 чёрный слон · b3 чёрная пешка · h3 чёрный конь · a2 чёрный слон · b2 белая пешка · c2 белая ладья · f2 белая ладья · b1 белый конь · d1 белый слон · f1 чёрная ладья · g1 чёрный конь | h8 чёрный ферзь · d7 белый ферзь · a5 чёрная ладья · h5 чёрная ладья · d4 белый конь · e4 чёрный король · h4 чёрный слон · b3 чёрная пешка · h3 чёрный конь · a2 чёрный слон · b2 белая пешка · c2 белая ладья · f2 белая ладья · b1 белый конь · d1 белый слон · f1 чёрная ладья · g1 чёрный конь | h8 чёрный ферзь · d7 белый ферзь · a5 чёрная ладья · h5 чёрная ладья · d4 белый конь · e4 чёрный король · h4 чёрный слон · b3 чёрная пешка · h3 чёрный конь · a2 чёрный слон · b2 белая пешка · c2 белая ладья · f2 белая ладья · b1 белый конь · d1 белый слон · f1 чёрная ладья · g1 чёрный конь | h8 чёрный ферзь · d7 белый ферзь · a5 чёрная ладья · h5 чёрная ладья · d4 белый конь · e4 чёрный король · h4 чёрный слон · b3 чёрная пешка · h3 чёрный конь · a2 чёрный слон · b2 белая пешка · c2 белая ладья · f2 белая ладья · b1 белый конь · d1 белый слон · f1 чёрная ладья · g1 чёрный конь | h8 чёрный ферзь · d7 белый ферзь · a5 чёрная ладья · h5 чёрная ладья · d4 белый конь · e4 чёрный король · h4 чёрный слон · b3 чёрная пешка · h3 чёрный конь · a2 чёрный слон · b2 белая пешка · c2 белая ладья · f2 белая ладья · b1 белый конь · d1 белый слон · f1 чёрная ладья · g1 чёрный конь | h8 чёрный ферзь · d7 белый ферзь · a5 чёрная ладья · h5 чёрная ладья · d4 белый конь · e4 чёрный король · h4 чёрный слон · b3 чёрная пешка · h3 чёрный конь · a2 чёрный слон · b2 белая пешка · c2 белая ладья · f2 белая ладья · b1 белый конь · d1 белый слон · f1 чёрная ладья · g1 чёрный конь | h8 чёрный ферзь · d7 белый ферзь · a5 чёрная ладья · h5 чёрная ладья · d4 белый конь · e4 чёрный король · h4 чёрный слон · b3 чёрная пешка · h3 чёрный конь · a2 чёрный слон · b2 белая пешка · c2 белая ладья · f2 белая ладья · b1 белый конь · d1 белый слон · f1 чёрная ладья · g1 чёрный конь | 1 |
|   | a | b | c | d | e | f | g | h |   |

В Мантуе по заказу маркизы Изабеллы д’Эсте Пачоли создал трактат «Об игре в шахматы» (лат. De Ludo Schacorum) на латинском языке. Он также известен под названием «Отгоняющий скуку» (итал. Schifanoia). Часть иллюстраций к трактату атрибутируются Леонардо да Винчи, ему же приписывается и часть представленных там шахматных задач.
В 1508 году в Венеции Пачоли издал латинский перевод «Начал» Евклида, принадлежащий Джованни Кампано. Этот перевод, сделанный ещё в 1259 году с арабского языка, уже издавался в 1482 году и затем несколько раз переиздавался, но издание изобиловало опечатками и ошибками. Пачоли отредактировал перевод и по этой редакции, снабжённой многочисленными комментариями, читал свои университетские лекции.
В Милане Пачоли написал послание, адресованное герцогу Лодовико Сфорца «О божественной пропорции», а затем, вместе с Леонардо, работал над трактатом под названием «Божественная пропорция» (лат. De Divina Proportione). Полное название: «Божественная пропорция. Сочинение, весьма полезное всякому проницательному и любознательному уму, из коего каждый изучающий философию, перспективу, живопись, скульптуру, архитектуру, музыку или другие математические предметы извлечёт приятнейшее, остроумное и удивительное учение и развлечёт себя различными вопросами сокровеннейшей науки». Основной текст и математические выкладки, а также издание книги, осуществил Л. Пачоли, частично использовав и переработав трактат Пьеро делла Франческа «О пяти правильных телах» (De quinque corporibus regularibus, 1487). Сохранилось две рукописи этого трактата — одна в Публичной библиотеке в Женеве (фр.), вторая — в Амброзианской библиотеке в Милане. Леонардо выполнил иллюстрации, в том числе, возможно, рисунок, известный под названием «Витрувианский человек». Трактат был завершён 14 декабря 1498 года. По рисункам Леонардо были сделаны гравюры на дереве. Трактат издан в Венеции в 1509 году.
В 1508 году, благодаря своему давнему знакомству с папой Юлием II, получил должность местоблюстителя монастыря в родном городе Сан-Сеполькро. Однако в декабре 1509 года два монаха его монастыря передали генералу ордена письмо, в котором указывали на то, что «маэстро Лука неподходящий человек, чтобы управлять другими», и просили освободить его от административных обязанностей. Но поддержки у начальства они не нашли, и в феврале 1510 года Пачоли становится полноправным приором родного монастыря. Впрочем, распри внутри монастыря продолжались и далее.
В 1514 году на некоторое время уехал в Рим по вызову только вступившего на папский престол Льва X и вернулся в Сан-Сеполькро, где и умер в 1517 году.

## Сочинения
- Лука Пачоли. О божественной пропорции. Репринт изд. 1508. С приложением перевода А. И. Щетникова. М.: Фонд «Русский авангард», 2007.
- Пачоли Л. Трактат о счетах и записях / Под ред. Я. В. Соколова. — М.: Финансы и статистика, 1994. — 320 с. — ISBN 5-279-01215-7.
- Пачоли Л. Трактат о счетах и записях. — Москва: Издательство Юрайт, 2021. — 90 с. — (Антология мысли). — ISBN 978-5-534-07605-9.